# Macarophaeus
Macarophaeus es un género de arañas araneomorfas de la familia Gnaphosidae. Se encuentra en España y Portugal. 

## Lista de especies
Según The World Spider Catalog 12.0:
- Macarophaeus cultior (Kulczynski, 1899)
- Macarophaeus insignis Wunderlich, 2011
- Macarophaeus subulum Wunderlich, 2011
- Macarophaeus varius (Simon, 1893